# Acontias plumbeus
Acontias plumbeus е вид влечуго от семейство Сцинкови (Scincidae). Видът не е застрашен от изчезване.

## Разпространение и местообитание
Разпространен е в Зимбабве, Мозамбик, Свазиленд и Южна Африка.
Обитава гористи местности, храсталаци, савани и крайбрежия.